# Dalpil

Dalpil i stål och trä

Dalarnas landskapsvapen med två korslagda dalpilar

Dalpilen är ett slag av armborstpil som använts av allmogen i Dalarna från medeltiden och framåt. 

## Symbolik
Två korslagda dalpilar är en frihetssymbol för dalfolket. De flesta majstänger i Dalarna pryds av detta tecken mitt på stången eller nära toppen. Dalarnas vapen är två korslagda dalpilar i guld med spetsar i silver på blå botten. Sedan 1880-talet är en hertigkrona i guld placerad över dalpilarna för att visa att det är ett hertigdöme som kan tilldelas medlemmar av kungahuset.

## Övrigt
Dagstidningen Dalpilen gavs ut i Falun 1854–1926. Tidningen Dalpilen: Dalarnas veckotidning gavs ut i samma stad 1942–1946.